# Stephen de Clarence
Stephen de Clarence, né le 5 mai 1740 à Bluefields, où il est mort le 18 juin 1816[réf. nécessaire], est un prince membre de la famille royale de Clarence, maison régnante de la côte des Mosquitos. 
Fils du roi George Ier, il prend le pouvoir en tant que régent après la mort de son frère, George II, en 1800, et conserve le pouvoir jusqu'en 1815.

## Biographie
Second fils du roi George Ier, il suit son frère aîné lors de son voyage d'études en Angleterre, mais écourte son voyage après avoir contracté la petite vérole. Sous le règne de son frère George II, il reste à l'écart pendant plusieurs années puis s'impose en tant que partisan d'une alliance avec l'Espagne et s'oppose à la ligne pro-britannique de son frère. 
Le 19 février 1800, le roi George est assassiné à Bluefields par un groupe de soldats. Stephen serait à l'origine de cet assassinat, qui lui permet de prendre le pouvoir. En effet, il profite de la disparition de son frère pour écarter l'héritier légitime, son neveu George Frederic, qui est envoyé en exil en Jamaïque. Après cela, il s'auto-proclame régent, et plaide pour le maintien du royaume sous la protection de la vice-royauté de Nouvelle-Espagne. Des tensions naissent alors entre pro-britanniques et pro-espagnols, et certains s'en prennent à la famille royale. Le général Robinson, militaire pro-britannique, prend alors le contrôle de la milice locale, et partage le pouvoir avec le régent, chassant le reste de la famille royale[réf. nécessaire]. 
Après plusieurs années d'exil, le régent autorise le retour de son neveu, George Frederic, après un accord signé avec son oncle. L’équilibre étant de nouveau maintenu entre pro-britanniques et pro-espagnols, Stephen cède le pouvoir et proclame son neveu comme roi légitime sous le nom de George III, en 1815. L'ex-régent meurt l'année suivante en 1816, à l'âge de 76 ans[réf. nécessaire].